# Neoseiulus alidis
Neoseiulus alidis är en spindeldjursart som först beskrevs av Kolodochka 1989.  Neoseiulus alidis ingår i släktet Neoseiulus och familjen Phytoseiidae. Inga underarter finns listade i Catalogue of Life.